# Alfred Edvard Rosenbröijer

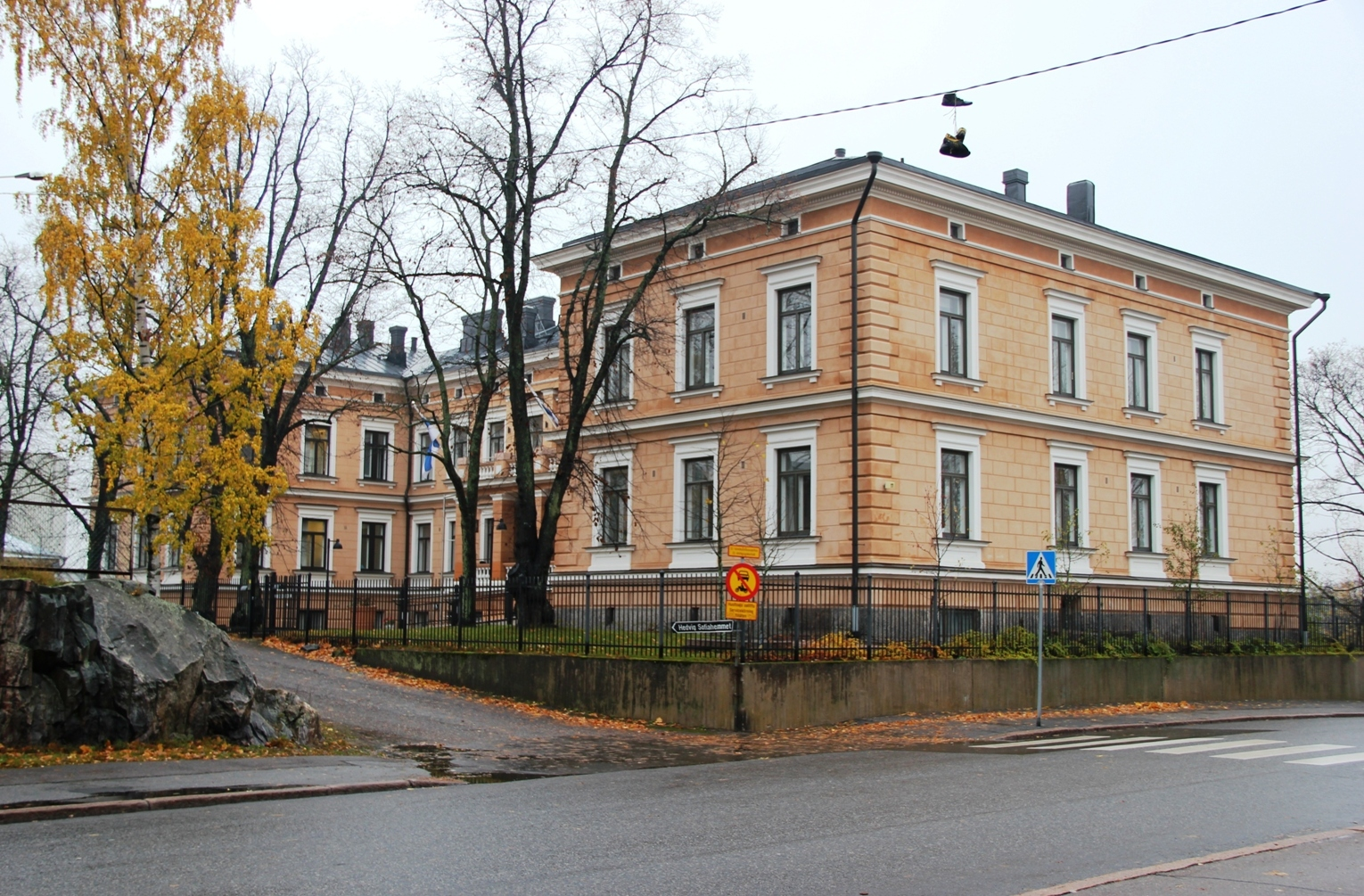
Hedvig Sofiahemmet i Helsingfors, ritat 1893.

Alfred Edvard Rosenbröijer, född den 9 september 1835 på Degerö i Helsinge socken i landskapet Nyland, död den 4 december 1931 i Kyrkslätt i Nyland, var en finländsk fabrikör, lantdagsman och arkitekt.

## Biografi
Alfred Edvard Rosenbröijer var son till Tammerfors postmästare Nils Adolf Rosenbröijer (1798–1890) och Sofia Wilhelmina Leopold. Han tillhörde ätten Rosenbröijer. Han avlade studentexamen 1853 vid Helsingfors privatlyceum och avlade ingenjörsexamen 1863 vid Polytekniska institutet i Karlsruhe. Han utbildade sig till maskinkonstruktör vid Tammerfors mekaniska verkstad 1864–1866 och 1870, vidare var han översättare i ryska och tyska språken. Han var anställd i Helsingfors bland annat vid arkitektbyrån Kiseleff & Heikel 1882–1885 samt hos överstyrelsen för allmänna byggnader 1885–1914.
Rosenbröijer var verksam som fabrikör i Tammerfors och som arkitekt i Helsingfors. Han deltog som lantdagsledamot vid riksdagarna 1882 och 1897 som representant för Ridderskapet och adeln.
Han har ritat bland annat Hedvig Sofiahemmet (1893) på Djurgårdsvägen 11 i Helsingfors.
Alfred Rosenbröijer var gift i första äktenskapet från 1882 med Helena Christina Saxén (död 1899) och i andra äktenskapet från 1900 med Naima Matilda Rosengren. Han var bror till Adolf Theodor Rosenbröijer.